# Meliosma lindae
Meliosma lindae är en tvåhjärtbladig växtart som beskrevs av J. Cuatrec. Meliosma lindae ingår i släktet Meliosma och familjen Sabiaceae. Inga underarter finns listade.